# Danneel Harris
Elta Danneel Graul (Lafayette, Luisiana; 18 de marzo de 1979), conocida como Danneel Ackles, es una ex actriz estadounidense, conocida por sus papeles en One Tree Hill y en Harold & Kumar Escape from Guantanamo Bay.

## Biografía

### Primeros años
Al nacer la llamaron Elta Danneel Graul, Elta es un nombre francés pero ella utiliza como nombre artístico Danneel, su segundo nombre y el apellido Harris inspirándose en su bisabuela. Su prima es la actriz Mary Lou. Se mudó a Los Ángeles y continuó su formación con la que actúan John Homa, Calmeson y Calmeson, y Craig Wargo.

### Carrera
Antes de obtener su primer papel, Danneel trabajo de modelo para marcas como Big Sexy Hair and Juicy Jeans, donde apareció por primera vez en un comercial de televisión. La película independiente La difícil situación de Clownana marca su primer gran papel actuando. Sus otros créditos incluyen el BM 's What I Like About You, visita aparición en Mad TV y un papel de apoyo en la aun a ser puesto en libertad indie Regla Número Uno protagonizada por Ed Harris.
Se trasladó a Nueva York en 2004 por su papel en One Life to Live. 
Saltó rápidamente al radar de Hollywood, obteniendo papeles recurrentes en las series "JAG", "Joey" y "Lo que me gusta de ti".
En 2005, Harris obtuvo el papel recurrente de "Rachel Gattina" en la exitosa serie "One Tree Hill". En 2006, se convirtió en un personaje regular de la serie. 
Harris terminó dos películas en 2007, siendo la primera la comedia Parental Guidance Suggested, junto a Jamie Kennedy y Michael Cera. La segunda es 10 Inch Hero junto a Clea DuVall.
Danneel es experta en gimnasia y sus talentos musicales incluyen tocar el piano y cantar. También ha aparecido en series como ``CSI´´, ``How I Met Your Mother´´, y en 2009 en un capítulo de ``NCIS´´. A lo largo de este año también se espera que aparezca en la sexta temporada de One Tree Hill.
Recientemente, Harris obtuvo papeles protagónicos en dos grandes comedias para Screen Gems: Maxim’s Fired Up y Maxim’s Mardi Gras.
Maxim’s Fired Up es una comedia acerca de dos chicos populares que deciden que el pasar dos semanas en un campamento de animadoras es una oportunidad perfecta para tener innumerables encuentros románticos sin sentido con chicas que llevan muy poca ropa. Sus planes salen mal cuando uno de los chicos se enamora de la encantadora Carly, interpretada por Harris.
En Maxim’s Mardi Gras, Harris interpreta a una chica que vive en Nueva Orleans que se reúne con un grupo de amigos que está viajando alrededor del país en búsqueda de la mejor fiesta. La película Mardi Gras será filmada en Luisiana durante el mes de abril.
Ha aparecido en las temporadas 13 y 14 de Supernatural como el ángel Anael.

### Modelo
Mientras desarrollaba su carrera como actriz, trabajó de modelo para firmas como Jeans y Big Sexy Hair. Ha sido la imagen de varias revistas en donde destaca apareciendo en dos portadas de Maxim's: en noviembre de 2006 junto a sus coestrellas Hilarie Burton y Sophia Bush; y en marzo de 2008 en solitario, acaparando un gran interés.

## Vida personal
El sábado 15 de mayo de 2010, contrajo matrimonio en el Hotel Media Luna Roja en Dallas, Texas, con quien fuera su novio por 3 años, Jensen Ackles, actor conocido por la serie Supernatural, y con quien además trabajó en el film Ten Inch Hero. Ackles utilizó para la ocasión un smoquin tradicional con una corbata de lazo, mientras que Harris lució un vestido de Monique Lhuiller color marfil de la colección Otoño 2010 y lucio un peinado con el pelo suelto.
En enero de 2013, la pareja anunció a través de su representante que estaban esperando su primera hija para finales de ese mismo año.
El 30 de mayo de 2013, Jensen y Danneel, tienen su primera hija, Justice Jay, 'JJ' Ackles.
El 10 de agosto de 2016 fue anunciado mediante una foto en Instagram que la actriz estaría esperando gemelos.
El 2 de diciembre del 2016 Jensen y Danneel tuvieron a sus gemelos Zeppelin Bram y Arrow Rhodes.
- Datos: Q230176
- Multimedia: Danneel Ackles / Q230176